# المحال
ال محال یک منطقهٔ مسکونی در یمن است که در استان ابین واقع شده‌است.